# Jerzy Warchałowski (architekt)
Jerzy Warchałowski (ur. 11 kwietnia 1874 w Kazaniu, zm. 13 marca 1939 w Warszawie) – teoretyk i krytyk sztuki, propagator sztuki modernizmu.

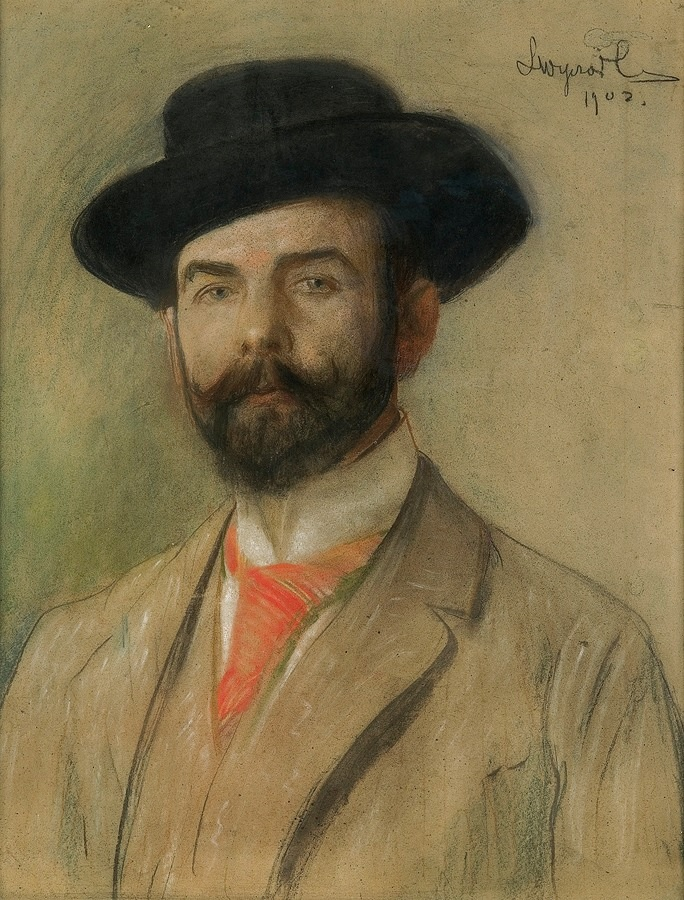
Leon Wyczółkowski: portret Jerzego Warchałowskiego (1902)

## Życiorys
Syn Piotra i Heleny ze Spława-Neymanów. Ukończył gimnazjum w Chersoniu. Studiował prawo na uniwersytecie w Petersburgu, następnie historię sztuki na Uniwersytecie Jagiellońskim. Współzałożyciel i główny teoretyk stowarzyszenia Polska Sztuka Stosowana (1901) oraz spółdzielni artystów i rzemieślników Warsztaty Krakowskie (1913). Współtwórca spółdzielni artystycznej Ład (1926), Rady Towarzystwa Szerzenia Sztuki Polskiej wśród Obcych oraz Instytutu Propagandy Sztuki. Redaktor czasopisma „Architekt”.
Propagował rozwój sztuki stosowanej. Przeciwstawiając się bezkrytycznemu naśladowaniu wzorów obcych lansował ideę ożywienia krajowego rzemiosła artystycznego i sztuki pierwiastkami czerpanymi z rodzimej kultury ludowej. M.in. już w 1903, współpracując z księdzem Józefem Londzinem, wraz z Bogdanem Hoffem był współkomisarzem wystawy ludoznawczej w Cieszynie. W 1912 był organizatorem „Wystawy Architektury w Otoczeniu Ogrodowym” dotyczącej zagadnień architektury i mieszkania. W 1925 był komisarzem polskiego pawilonu na Międzynarodowej Wystawie Nowoczesnych Sztuk Dekoracyjnych i Przemysłowych (Exposition Internationale des Arts Décoratifs et Industriels Modernes) w Paryżu, na której narodziło się polskie Art déco. Trzy lata później sam Warchałowski pisał: „...tam dopiero, nad brzegami Sekwany odzyskaliśmy naszą niepodległość artystyczną”. Promował młodych lub nieznanych artystów, m.in. rzeźbiarza Jana Szczepkowskiego. W 1913, na łamach „Czasu”, wylansował młodą plastyczkę Zofię Lubańską (później Stryjeńską). W latach międzywojennych wypromował malarza i grafika Jana Wałacha, któremu później, w 1934, zorganizował wielką wystawę retrospektywną w Kamienicy Baryczków na rynku Starego Miasta w Warszawie.
W ostatnich latach życia pracował dla MSZ jako doradca artystyczny w sprawach urządzenia wnętrz przedstawicielstw dyplomatycznych RP za granicą.
Autor prac: O sztuce stosowanej (1904), Książka (1910), W sprawie restauracji Wawelu (...), Polska sztuka dekoracyjna (1928), Zofia Stryjeńska (1929), Jan Szczepkowski, snycerz i rzeźbiarz (1932) i in. Sam również projektował kilimy i malował.
Zmarł w Warszawie. Został pochowany na cmentarzu Powązkowskim (kwatera 299b-2-8).

## Ordery i odznaczenia
- Krzyż Oficerski Orderu Odrodzenia Polski (7 listopada 1925)[3]
- Złoty Krzyż Zasługi (pośmiertnie, 14 marca 1939)[4]
- Srebrny Wawrzyn Akademicki (7 listopada 1936)[5]
- Krzyż Komandorski Orderu Legii Honorowej (Francja)